# 新晃县第一中学
新晃县第一中学，简称新晃一中，是中华人民共和国湖南省的一所全日制公办高级中学，坐落在湖南省怀化市新晃侗族自治县晃州镇。

## 校名更改
1939年秋季，地方官舒润建立晃县县立初级中学，使用晃县县立小学的部分教室作为校舍。当时学校招收初中班1个、简师班1个，拥有兼职或专职教工30多人。1940年，学校开始自己建立校舍，翌年迁入。1944年，学校迁入新民乡中心学校。翌年春季返回县城。1952年11月，学校改名为“湖南省晃县初级中学”。1956年12月，伴随着晃县更名，学校改名为“新晃侗族自治县初级中学”。文化大革命中的1968年8月，学校改名为“县直属中学革命委员会”。1980年8月，学校更名为“新晃县第一中学”。1984年6月10日，学校更名为“新晃县民族中学”。1996年12月，学校更名为“新晃县第一中学”。

## 校史

### 民国时期
1931年6月，晃县教育局长杨子云奏请县政府在晃县县立小学（今城镇一完小）附设一个初中班，县政府批复同意，但是湖南省教育厅没有批准。1937年中国抗日战争全面开始，日本占领区的人往西纷纷逃亡，一些逃亡者开始在晃县寻求教育机会，晃县教育科长姚镜如、县政府秘书胡楚藩和当地民众周常沛在县长李锡年的同意下，开始筹建中学，并由舒润、姚镜如、胡楚藩、周常沛出任筹备委员。但是不久之后，李锡年卸任，建校的事中止。
1939年秋季，姚镜如、舒润呈请新任县长孔学凡建校，县政府拨款400元，借晃县县立小学校舍开课，校名“晃县县立初级中学”，开设了一个初中班，一个简师班，孔学凡兼任校长，胡楚藩出任教导主任。1940年春季，舒润出任校长，他请孔学凡撰写《募捐册·序言》，又请湖南省教育厅厅长朱经农备案。舒润是朱经农叔父朱其懿的门生。1940年8月，舒润调任晃县救济院院长，胡楚藩接任校长，在县城东侧飞山山脚新建校舍，1941年秋季，学校迁入新址。1944年，国民兵团占用校址训练壮丁，学校只得搬到新民乡中心国民学校（新寨中学）开课，翌年春季迁回原址。1945年4月，胡楚藩被撤，11月，周常沛出任校长，订立了“诚、敬、勤、勇”的校训，整肃学校纪律，学风日益浓厚，该校遂成为湘黔边界的名校之一。1946年，晃县参议会第一届大会决定学校增设高中，上文湖南省教育厅，获得批准。同年秋季，全校教职工会议决定10月10日做校庆日，举行了7周年校庆，编纂了《校友录》，周常沛撰写了校史和校歌歌词，县长雷孟炎题词“严如父、慈如母、教不倦、学不厌。”截至中共占领晃县的1949年，该校共开办18个班，毕业12个班，毕业学生247人:601。

### 共和国时期
1949年11月7日，中共、中国人民解放军占领晃县。12月5日，甫成立的晃县人民政府派人接管了学校，周常沛留任。1950年2月，县立初级中学不再开办简易师范班:601。同年10月5日，教职员会议决定取消之前的校庆日，以中共占领晃县的日期11月7日为为校庆日。
1951年，晃县县府开展劝学择动，鼓励侗族等原住民及在地贫苦工农子女入学，在校学生增加:601。1952年，学校成立“教育工会组织”和“中国新民主主义青年团支部”。11月10日，湖南省教育厅通知学校更名为“湖南省晃县初级中学”。11月18日，原晃县第三区区长曹敦临出任校长，自此，学校开始接受中国共产党的领导。12月5日，新晃侗族自治县成立，学校随之改名“湖南省新晃侗族自治县初级中学”。
1957年，学校开设两个少数民族班，并招收侗族学生108人:601。1958年，中华人民共和国国务院颁布“教育为无产阶级政治服务，教育与生产劳动相结合”的教育方针，学校立即响应，并要求全校师生上山开荒种粮，建炉炼钢铁，把课堂搬到田间、工厂、牧场和火炉旁，很少上文化课。直到全国教育工作会议重申学校工作应以教学为中心后，学校才恢复正常的文化课。同年，湖南省教育厅批准备案，学校更名为“湖南省新晃侗族自治县第一中学”，增设了高中部:601。1959年8月，“反右倾运动”中，副教导主任吴代尧因重视教学被划分为右派分子。同年，4间教室8间住房的教学楼和北校门竣工，还新建一栋楼兼用作礼堂、食堂和体育馆。1960年，学校进入轰轰烈烈的“大跃进”，教师主张“双高课”（高质高量），“单元课”（一个单元内容一二课时教完），学生写“万字文”和“万篇文”。1961年，学校响应中央人民政府“调整、巩固、充实、提高”的方针，下放400余名超龄学生回家乡生产，恢复了日常教学。同年，学校停止使用乡土教材，改用全日制12年制中小学教材。1963年，学校贯彻实施《全日制中小学生守则》。1965年，学校掀起阅读毛泽东著作热潮，不少师生深夜到新华书店去购买《毛泽东选集》。在这一阶段，该校被高等院校录取的学生有91人，升学率为47%:601。
1966年，中共中央《五一六通知》下达，同年6月，县政府派工作中组进驻学校，“批三家村”、“抓小邓拓”、“抓反党反社会主义分子”，校长、副校长、教导主任、副教导主任以及三名教师接受群众批斗后关押到“牛棚”劳动，“剃阴阳头”。8月，中共中央下达《关于无产阶级文化大革命的决定》，红卫兵“破四旧”，学校图书馆图书销毁，树木砍倒，湖心亭拆毁，“封资修书籍”没收。9月，红卫兵在学校搞“红海洋”，开展“三查一清”，寻找“二十一种人”。1967年2月，中共中央《关于中学无产阶级文化大革命的意见》发行，学校成立临时领导小组。1968年1月，军代表进驻学校。8月26日，汞矿“工人毛泽东思想宣传队”进驻学校，推行“斗、批、改”，校长蔡连清等4人被关押，另有13名教师投入“牛棚”。11月4日，学校成立“革命委员会”，轩凤岐出任主任，汞矿工人刘德生出任副主任，168名学生分两批下放农村成知识青年，接受贫下中农再教育。1969年，学校挖“黑三线”，8名教职工清除。9月，学校落实毛泽东“五七指示”，改初中和高中各为两年制，学生按军事建制，设立毛泽东思想教育课，取消历史课和地理课。1970年6月22日，钟德辉出任党支部书记。8月，学校首次推荐三年制“工农兵学员”。12月31日夜晚，遭受长期残酷批斗的校长蔡连清在家里自缢。1971年2月，轩凤岐调走，钟德辉接任。8月5日至23日，学校教职工参加“毛泽东思想学习班”的学习。林彪“九一三事件”后，学校取消军事建制，恢复班级制，物理、化学、历史和地理重新开课，增加“基本路线课”和“阶级斗争课”。1972年1月，学校抓“反革命分子”，2月，钟德辉调走，3月，黄吉灿接任，在文化大革命中被开除的教职员平反复职，学校使用湖南省编纂的教材。1973年4月，语文课和政治课合并，教授《毛泽东选集》。1974年，学校开展“批林批孔运动”，以“马振扶公社事件”和“朱文文事件”为榜样，鼓吹“要头上长角，身上长刺”，“不做驯服工具”，“宁要社会主义的草，不要资本主义的苗”，“知识越多越反动”，批判湘剧《园丁之歌》，批判“修正主义教育路线回潮”:602。
1977年2月，黄吉灿调走，4月，佘国瑞接任，“工人毛泽东思想宣传队”撤离学校。5月，邓小平发表《尊重知识，尊重人才》的讲话，学校开始整顿教学秩序，确立学校工作以教学为中心。1978年1月，根据教育部《全日制十年制中小学教学计划（施行草案）》，学校把初中改为三年制。十一届三中全会后，下放的教职员调回学校，年底高考，学校61人考入高校，44人考入中专。1979年3月，中共中央作出撤销1971年8月13日《全国教育工作会议纪要》的决定，4月，学校革命委员会撤销，恢复党支部和校长负责制，使用全国新编统一教材。1979年春季，蔡连清平反昭雪，学校举行大型追悼会。8月10日，学校恢复“新晃一中”的校名，对错分的右派分子划正。1981年2月，曹敦临校长调走，4月，佘三元接任校长和党支书，吴庭煊出任副校长，副党支书。下学期，学校恢复高中的三学年制。1982年，学校大力推行“有道德，有文化，有理想，有纪律”的“四有教育”。下半年，高中教学楼竣工，建筑面积2180平方米。1983年，新晃县人民政府作出《关于加强改革普通教育的决定》，学校狠抓《邓小平选集》学习，设立年纪负责人制，建立教室档案，绿化校园。下半年，第一栋教职工宿舍竣工，建筑面积1210平方米。5月，佘三元调走。6月11日，新晃县人民政府决定把学校改为民族中学，划为重点中学:602，由县政府直接领导，派刘宏迪出任校长。7月，吴庭煊出任党支部书记，设立三个副校长：李正才、肖俊安、吴代尧。学校教职工学习邓小平“三个面向”（面向现代化，面向世界，面向未来）。9月，学校实施《新晃民族中学改革方案》，县委副书记姚本星批复“逐步实行校长负责制、岗位责任制、教职工聘任制、单独招生制和经济奖惩制”，校长之下设立教务处、政教处和总务处。学校加强党建，吸收部分教职工入党。1985年，根据中共中央关于教育体制改革的决定，学校改革教育制度。7月，西校门全体建筑竣工，8月，副校长肖俊安调走。1986年，贯彻“七五计划”和“抓好少数民族的基础教育”，湖南省委书记毛致用视察学校之后拨款40余万元给学校修剪实验大楼和办公大楼，耗资2万修建观礼台和植物园，购买了新设施，绿化校园。两大楼共2807平方米，4层砖、混凝土结构建筑。学校贯彻《关于精神文明建设指导方针的决定》，抵制精神污染。同时通过“少年团校”“高中学生党章学习小组”，大力发展团员和党员。同时，学校组织教师去玉屏中学、大龙中学观摩学习，去荆州市、沅陵县、靖州苗族侗族自治县考察学习。1987年3月，学校制定《1987-1992年教学改革规划（试行稿）》，制定5年教育改革目标、内容和措施。5月，新晃县人民政府把县教师进修学校校舍拨给学校，拨款1万余修缮教职工宿舍，安装锅炉。9月9日，校长刘宏迪提出“团结、求实、奋进、成才”的校训。同月，“青年学生业余党校”成立，同“少年团校”一起，分别给初中生和高中生加强政治思想教育。1988年3月，吴铭辉出任副校长，主管教学。5月，黄炳松出任副校长，主管政教。
1990年3月，学校成立“关心下一代协会”。6月，校长刘宏迪在《湖南省民族教育大辞典》撰写了“新晃民族中学简介”。1991年，县政府拨款42万修建了两栋教职工宿舍，32套住房，面积2800平方米，新建后山围墙，学校筹款3万安装了锅炉。1992年，学校粉刷了高中楼的内部墙壁和教职工住房，购买了2万元实验设备，花费4万元修建了学生厕所。9月，校长刘宏迪提出“严谨、诱导、开拓、奉献”的教风和“苦读、守纪、博览、兴邦”的学风。1993年2月，党委书记吴庭煊退休，黄炳松接任，兼任副校长。8月，初中楼竣工，花费75万，建筑面积2593平方米。1994年，全国掀起经商下海潮，学校贯彻《教师法》和教育法规，明令禁止教职员兼职第二职业。9月，校长禁令颁布，明令禁止学生进入“三室一厅”（游戏室、桌球室、录像室和歌舞厅），同时编辑了《中学生手册》。8月，教导主任舒政伟辞职，9月刘耀林接任。同时，学校安装了386台电脑。1995年7月，新晃县发生特大洪水，操场一带水高1.5米，学校领导班子带头抗洪救灾，县政府给黄炳松记三等功。1996年高考，175人应考，123人录取，成为新晃一中校史上最好的一次成绩。1997年6月，两栋教职工宿舍竣工，36套住房，建筑面积3239.41平方米，耗资124.8万元。同年，对1991年建成的两栋宿舍扩建，建筑面积863.55平方米，耗资35.4万元。9月，县委书记田代武出任名誉校长。1998年1月10日，县政府任命黄炳松为校长。2月25日，对学校校训、校风、教风、学风进行修订，校训是“教书育人，读书成才”，校风是“团结，文明，求实，创新”，教风是“敬业，严谨，诱导，求真”，学风是“勤奋，守纪，多思，进取”。

## 操场埋尸案
2003年，校长黄炳松把学校跑道工程承包给他的外甥杜少平，杜少平偷工减料、虚报工程款等，监工邓世平教师拒绝签字且提出异议，却在2003年1月22日失踪。2019年4月17日，新晃侗族自治县警察局对外宣布打掉杜少平犯罪集团，杜少平以及其集团成员承认杀害邓世平。2019年6月20日，新晃侗族自治县警方对原校长黄炳松采取强制措施，6月23日，新晃侗族自治县纪律检查委员会和监察委员会对黄炳松立案审查和监察调查，旋即对他开除党籍、取消退休待遇。2019年12月30日，新晃侗族自治县人民法院以黄炳松犯徇私枉法罪判处其有期徒刑15年。

## 文化
- 校歌：《晃山明媚》
- 校训：诚、敬、勤、勇

## 历任领导

### 校长
| 姓名   | 就任日期   | 退任日期   | 备注           |
| ------ | ---------- | ---------- | -------------- |
| 孔学凡 | 1939年8月  | 1940年1月  |                |
| 舒润   | 1940年2月  | 1940年7月  |                |
| 胡楚藩 | 1940年8月  | 1945年4月  |                |
| 彭盛   | 1945年5月  | 1945年9月  |                |
| 张以明 | 1945年10月 | 1945年11月 |                |
| 周常沛 | 1945年11月 | 1950年10月 |                |
| 郭作民 | 1950年10月 | 1950年12月 | 联络校务       |
| 张子祥 | 1951年1月  | 1953年7月  | 县长兼任校长   |
| 龙希圣 | 1951年1月  | 1979年7月  | 副校长主持工作 |
| 曹敦临 | 1956年11月 | 1962年3月  |                |
| 蔡连清 | 1962年3月  | 1968年7月  |                |
| 轩凤岐 | 1968年11月 | 1971年2月  | 革命委员会主任 |
| 钟德辉 | 1971年3月  | 1972年2月  | 革命委员会主任 |
| 黄吉灿 | 1972年3月  | 1977年2月  | 革命委员会主任 |
| 佘国瑞 | 1977年4月  | 1977年11月 | 革命委员会主任 |
| 曹敦临 | 1977年12月 | 1981年2月  |                |
| 佘三元 | 1981年4月  | 1984年5月  |                |
| 刘宏迪 | 1984年6月  | 1998年2月  |                |
| 黄炳松 | 1988年5月  | 2004年1月  |                |
| 杨长海 | 2004年2月  | 2007年8月  |                |
| 杨永旭 | 2007年8月  | 至今       |                |

### 党委书记
| 姓名   | 就任日期   | 退任日期   | 备注 |
| ------ | ---------- | ---------- | ---- |
| 轩凤岐 | 1956年     | 1969年     |      |
| 钟德辉 | 1970年6月  | 1972年2月  |      |
| 黄吉灿 | 1972年3月  | 1977年2月  |      |
| 佘国瑞 | 1977年4月  | 1977年11月 |      |
| 曹敦临 | 1977年12月 | 1981年2月  |      |
| 佘三元 | 1981年4月  | 1984年5月  |      |
| 吴廷煊 | 1984年7月  | 1993年2月  |      |
| 黄炳松 | 1993年3月  | 2005年3月  |      |
| 杨永旭 | 2007年8月  | 2011年4月  |      |
| 杨先智 | 2011年5月  | 至今       |      |

## 著名校友
- 赵继良：中国人民解放军信息工程学院教员。
- 王建伟：中国人民解放军国防科技大学政治委员。2011年7月升任中将。
- 吴承富：中国人民解放军国防科技大学社会科学系政治学教研室，任讲师。
- 吴学东：国家特级飞行员。中国人民解放军空军大校军衔。
- 吴朝晖：海军装备研究院综合所战略室主任。第10届全国人民代表大会代表。
- 潘佳：北京市公安消防总队副营职助理工程师。武警上尉警衔。
- 赵永杰：湖南省人事厅党组成员、副厅长，分管教育培训处、人事编制信息中心。
- 周灵灵：中华人民共和国国务院发展研究中心工作人员。
- 赵小鹏：官僚。曾任怀化市财政局局长、市长助理。
- 刘益阳：官僚。曾任广西壮族自治区总工会组织部长兼工会干部学校校长、总工会副主席。
- 吴大华：官僚。曾任贵州民族学院法律系副主任、系主任、院长助理、副院长，贵州省教育厅副厅长、省委高校工委委员，贵州省社会科学界联合会副主席。
- 申小青：官僚。怀化市政协副主席，怀化市第三人民医院院长，怀化医学高等专科学校副校长，湖南省政协第7、8、9届委员。
- 姚昆仑：国家科学技术奖励工作办公室工作人员。中国作家协会会员，中国科普作家会员。
- 王超男：中国农业银行法律事务部工作人员。
- 杨海霞：编辑。曾任《米老鼠》和《小公主》杂志撰稿人。
- 蒲钰：作家。湖南省作家协会成员。
- 吴跃军：作家。湖南省作家协会成员。
- 孙南雄：作家。湖南省作家协会
- 徐昌才：作家。长沙市作家协会会员，湖南省作家协会会员。
- 彭庆文：怀化学院教授、高教研究所主任、学科规划建设办公室主任。
- 向淑晃：中南大学博士生导师。
- 赵建和：地震学家。中国地震学会地震观测技术委员会第七届委员。
- 杨传挣：物理学家。中国物理学会会员。

### 主要来源书籍
- 杨正胜; 郑昌华; 刘宏迪; 吴泽慧; 谌小燕; 张英; 黄炳松; 杨荣安; 杨序亭; 向明忠; 吴代尧; 吴铭辉; 杨长进; 刘耀林; 陈昆仑; 杨巧云; 王龙武; 杨寿泉; 龙永年; 吴祥正 (编). . 湖南省新晃侗族自治县: 新晃县第一中学. 1999.